# 178 Belisana
178 Belisana (mednarodno ime je tudi 178 Belisana) je kamniti asteroid tipa S v glavnem asteroidnem pasu. 

## Odkritje
Asteroid je odkril avstrijski astronom Johann Palisa (1848 – 1925) 6. novembra 1877  v Pulju . Poimenovan je po boginji Belisani iz keltske mitologije.

## Lastnosti
Asteroid Belisana obkroži Sonce v 3,86 letih. Njegova tirnica ima izsrednost 0,044, nagnjena pa je za 1,898° proti ekliptiki. Njegov premer je 35,81 km, okoli svoje osi pa se zavrti v 12,321 h .